# Sérgio Vieira de Mello
Sérgio Vieira de Mello (Rio de Janeiro, 15 marzo 1948 – Baghdad, 19 agosto 2003) è stato un diplomatico brasiliano e alto ufficiale delle Nazioni Unite per le quali ha lavorato oltre 34 anni in contesti quali Sudan, Cipro, Mozambico, Libano, Cambogia, Bosnia, Congo, Kosovo e Timor Est, guadagnando rispetto e ammirazione internazionale per il suo impegno nei programmi umanitari e politici dell'ONU.
È rimasto ucciso, assieme ad altri 21 membri del suo staff, nell'attentato dell'Hotel Canal a Baghdad, dove era in servizio come rappresentante speciale delle Nazioni Unite per l'Iraq. È sepolto a Ginevra nel cimitero di Plainpalais.

## Biografia
Vieira de Mello nacque a Rio de Janeiro dal diplomatico Arnaldo Vieira de Mello e da sua moglie Gilda; aveva una sorella, Sónia. Ha studiato presso il Lycée Chateaubriand di Roma. È entrato a far parte delle Nazioni Unite nel 1969 mentre studiava filosofia e scienze umane presso l'Università della Sorbona di Parigi, dove ottenne due diplomi di dottorato (1985). Parlava correntemente inglese, spagnolo, italiano, francese, arabo e ovviamente portoghese.
Incomincia la sua carriera nelle Nazioni Unite come funzionario dell'Alto commissariato delle Nazioni Unite per i rifugiati (UNHCR) a Ginevra nel 1969. Ha lavorato con i rifugiati in Bangladesh nel corso della sua indipendenza nel 1971 e a Cipro dopo l'invasione turca del 1974. Ha trascorso tre anni in Mozambico incaricato delle operazioni UNHCR durante la guerra civile che ha seguito la sua indipendenza dal Portogallo nel 1975; per altri tre anni prestò servizio in Perù. Vieira de Mello ebbe anche l'incarico come inviato speciale dell'Alto commissario delle Nazioni Unite per i rifugiati per la Cambogia, e fu il primo e unico rappresentante delle Nazioni Unite a discutere con i Khmer rossi. È stato consulente politico della Forza di Interposizione delle Nazioni Unite in Libano tra il 1981 e il 1983.
Nei primi anni novanta si occupò della rimozione delle mine antiuomo in Cambogia, e poi in Jugoslavia. Dopo aver lavorato sul problema dei profughi in Africa centrale, è stato nominato assistente alto commissario per i rifugiati nel 1996 e due anni dopo divenne sottosegretario generale per gli affari umanitari e coordinatore dei soccorsi d'emergenza delle Nazioni Unite. Avrebbe tenuto questa posizione con le altre fino al gennaio 2001. Era inviato speciale delle Nazioni Unite in Kosovo dopo la fine del controllo serbo su questa regione nel 1999. Vieira de Mello è stato determinante nel trattare la questione dei boat people a Hong Kong. A metà del 2000 ha visitato le isole Figi insieme con Don McKinnon, il segretario generale del Commonwealth of Nations, nel tentativo di aiutare a trovare una soluzione negoziata al rapimento del primo ministro e di altri membri del Parlamento figiano durante un colpo di Stato.

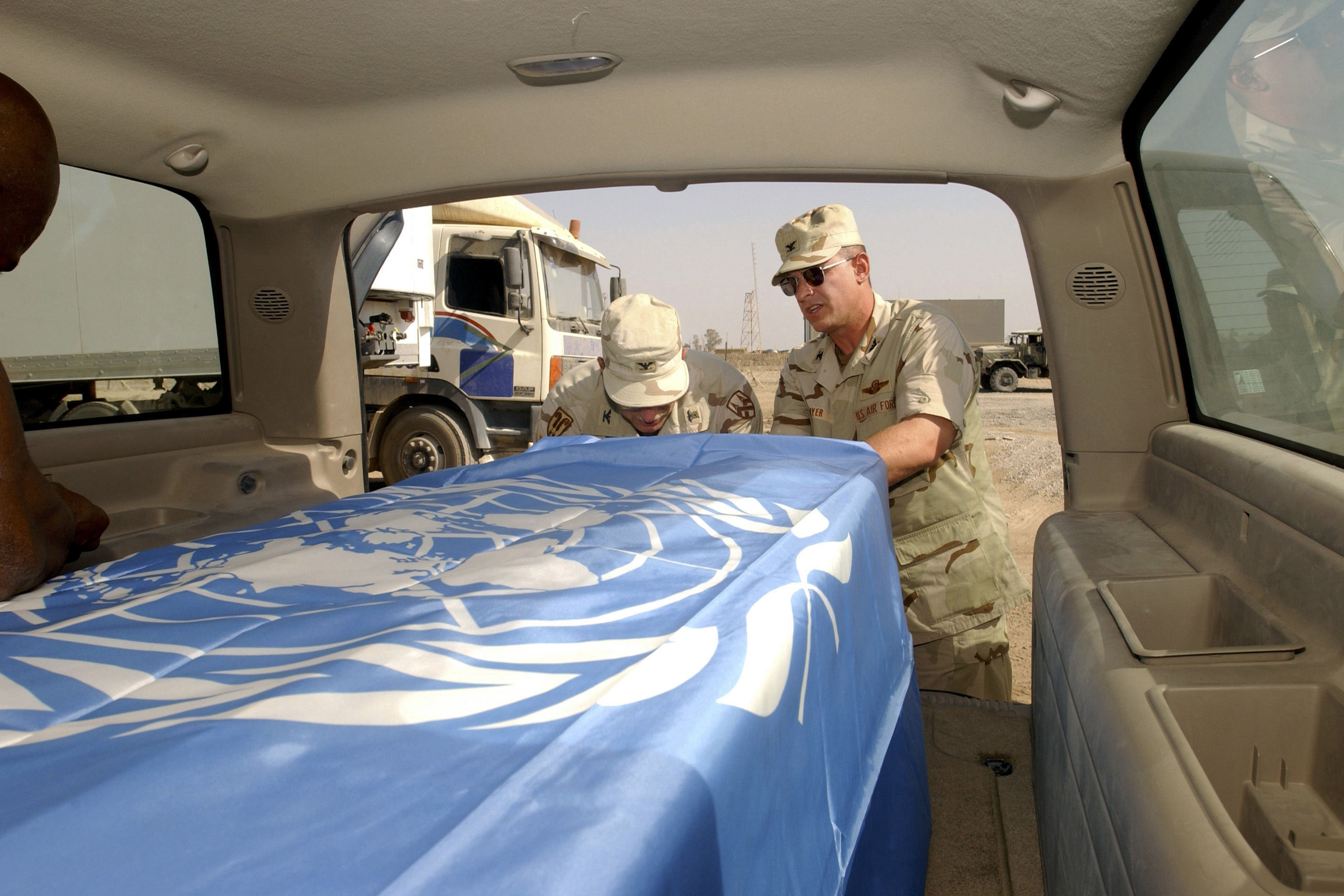
Trasporto del corpo di Sérgio Vieira de Mello all'Aeroporto Internazionale di Baghdad prima dei successivi riti funerari.

Prima di diventare Alto commissario delle Nazioni Unite per i diritti umani nel 2002, è stato amministratore di transizione delle Nazioni Unite a Timor Est dal dicembre 1999 al maggio 2002, portando l'ex colonia portoghese occupata dall'Indonesia all'indipendenza. È stato anche rappresentante speciale in Kosovo per un periodo iniziale di due mesi ed è stato il coordinatore delle operazioni umanitarie dalla sede del quartier generale delle Nazioni Unite. Nel maggio 2003 Vieira de Mello è stato nominato rappresentante speciale delle Nazioni Unite per l'Iraq, un incarico inizialmente destinato a durare per quattro mesi. Secondo il giornalista James Traub del New York Times, nel suo libro "Le migliori intenzioni", Vieira de Mello aveva inizialmente rifiutato la nomina, prima di essere convinto da Condoleezza Rice e dal presidente George W. Bush. Era al lavoro in questa posizione quando è stato ucciso nell'attentato del Canal Hotel.
La morte di de Mello ha avuto molta eco, per il suo ruolo e per i suoi meriti nella promozione della pace. Secondo alcuni ambienti era uno dei candidati alla carica di segretario generale delle Nazioni Unite. Vieira de Mello ha lasciato la moglie francese Annie, e due figli adulti, Laurent e Adrien. È stato sepolto presso il Cimetière des Rois a Ginevra, Svizzera.
De Mello ha fondato due importanti agenzie: il Programma delle Nazioni Unite per il diritto alla casa (UNHRP) e il Progetto educativo delle Nazioni Unite per i diritti umani (UNHREP). Il primo è una parte del programma UN-HABITAT con sede a Nairobi, in Kenya.
L'obiettivo di UNHREP è quello di realizzare le strutture per l'insegnamento dei diritti umani da una varietà di punti di vista. La scuola sarà poi ulteriormente sviluppata per includere i temi delle relazioni internazionali, la risoluzione del conflitto, la diplomazia ed etichetta diplomatica. Inoltre, scopo dell'UNHRP è quello di "assistere gli Stati e le altre parti interessate nell'attuazione dei loro impegni in Agenda Habitat al fine di garantire la piena e progressiva realizzazione del diritto a un alloggio adeguato".

## Resoconto della morte
Il 19 agosto 2003 un camion bomba si è fermato di fronte al Canal Hotel di Baghdad, che fungeva da quartier generale delle Nazioni Unite, ed è esploso uccidendo 22 persone e ferendone 150. Sérgio Vieira de Mello rimase con le gambe imprigionate sotto le macerie e morì dissanguato.
Nel suo libro The Prince of the Marshes, lo scrittore scozzese Rory Stewart racconta la sua esperienza presso l'Hotel Canal nel giorno della morte di De Mello.
Il mio amico è andato in un piccolo ufficio e presto è uscito, scusandosi, ma non sembrava possibile per me partecipare alla riunione. 
Ho visto passare De Mello. Lo avevo incontrato in Indonesia, ma non mi vide o non mi riconobbe, così andai alla mensa, dove fui dalle dieci fino alle due nel pomeriggio, parlando con il personale locale delle ONG che era venuto a mangiare e ad usare internet. In particolare con un addetto alla sicurezza tunisino che aveva servito nei Balcani ed era preoccupato che gli attentati dei terroristi prendessero di mira le Nazioni Unite.
Sono andato via alle due, intendendo ritornare più tardi nel pomeriggio per usare internet. Ma quando sono tornato a 4:30, una spessa colonna di fumo usciva da ciascuna estremità del palazzo, la gente urlava e spingeva un cordone di soldati USA, e la donna che aveva servito la mia insalata nella caffetteria correva verso di noi. Durante la mia breve assenza dalla costruzione, un kamikaze aveva guidato il suo camion fino sotto alla finestra dell'ufficio di De Mello.»

## Riconoscimenti

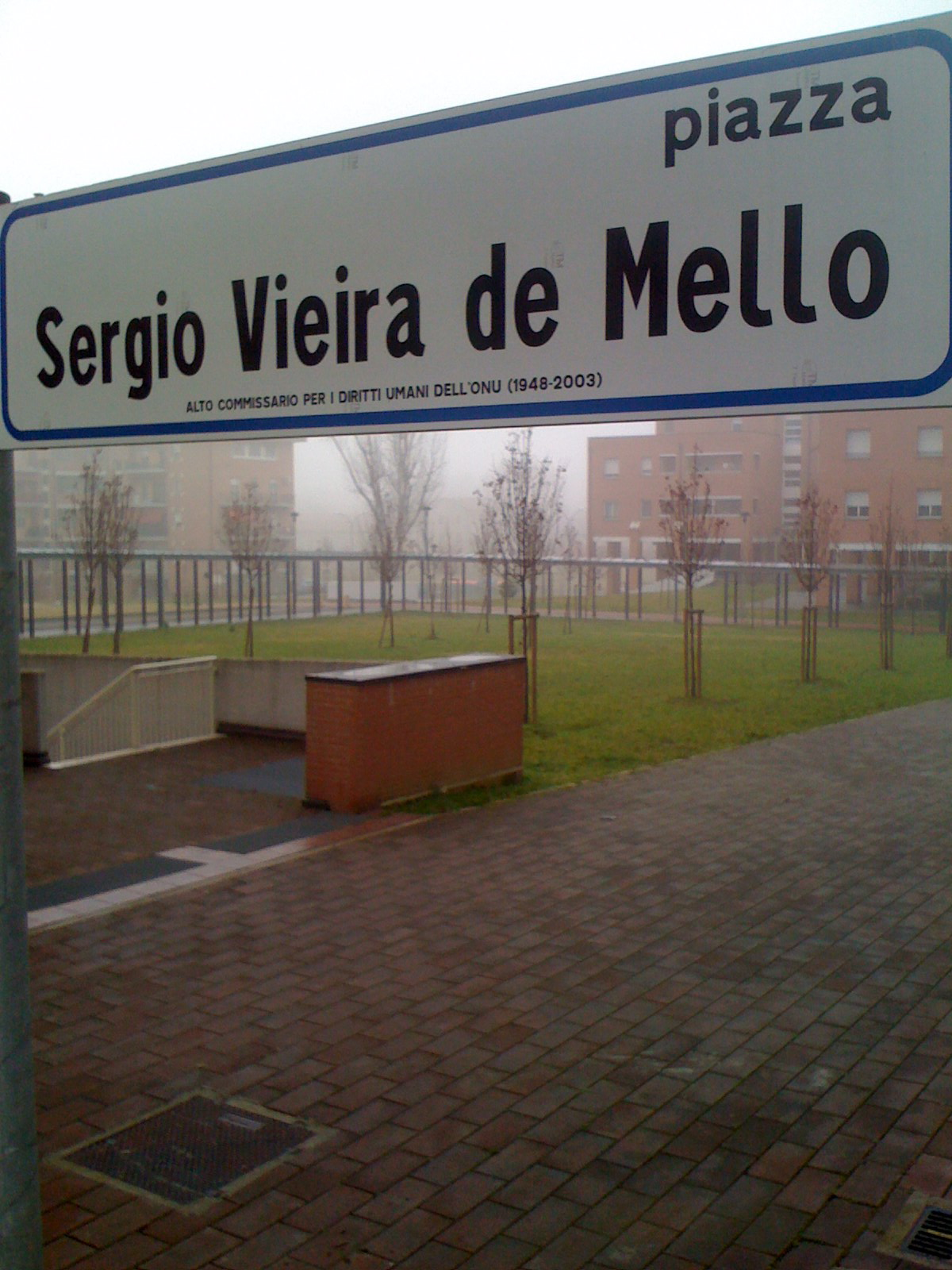
Piazza Sérgio Vieria de Mello, Bologna (2011).

Alcuni dei suoi amici e la famiglia hanno creato la Fondazione Sergio Vieira de Mello per onorare la sua vita e continuare la sua missione.
Nell'aprile 2004 gli è stato assegnato postumo il 'Statesman of the Year Award' dalla EastWest Institute, un think tank transatlantico che organizza ogni anno una conferenza sulla sicurezza a Bruxelles.
Dopo la sua morte, l'Assemblea Generale delle Nazioni Unite l'11 dicembre 2008, ha istituito la Giornata mondiale dell'aiuto umanitario che ricade annualmente il 19 agosto e la città di Bologna ha intitolato a Sergio Vieira de Mello una piazza cittadina nei pressi di porta Europa, confine tra i quartieri San Donato e Navile.
La città di Milano gli ha dedicato dei giardini pubblici.
Il "Premio Sergio Vieira De Mello" è stato istituito in Polonia, nella città di Cracovia dall'ONG "Villa Decius".
Nel 2020 la vita di Sérgio Vieira de Mello è stata raccontata nel film biografico Sergio distribuito su Netflix.